# Hemiceras commentica
Hemiceras commentica är en fjärilsart som beskrevs av William Schaus 1906. Hemiceras commentica ingår i släktet Hemiceras och familjen tandspinnare. Inga underarter finns listade i Catalogue of Life.